# ایکوهیسا مینووا
ایکوهیسا مینووا (انگلیسی: Ikuhisa Minowa؛ زادهٔ ۱۲ ژانویهٔ ۱۹۷۶) ورزشکار هنرهای رزمی ترکیبی و کشتی‌گیر کشتی حرفه‌ای اهل ژاپن است.